# Бернгард фон Саксен-Веймар
Бернгард фон Саксен-Веймар (нім. Bernhard von Sachsen-Weimar; 16 серпня 1604, Веймар — 18 липня 1639, Нойбург-ам-Райн, Гермерсгайм, Рейнланд-Пфальц) — протестантський полководець, учасник Тридцятилітньої війни. Син Йоганна III, герцога Саксен-Веймарського і Доротеї Марії Ангальтської. Герцог Франконії з 1633 року.

## Біографія
Здобув гарну освіту, навчався в Єнському університеті, потім перебував при дворі саксонського курфюрста, де навчався гарних манер.
З початком Тридцятилітньої війни приєднався до протестантів, бився під командуванням графа Ернста фон Мансфельда при Віслосі у 1622 році, під командуванням маркграфа Бадена — при Вімпфені. Разом із братом взяв участь у битві при Штадтлоні. Не впавши духом після цих невдалих для протестантів битв, взяв активну участь у кампаніях данського короля Крістіана IV. Після виходу короля з війни вирушив до Республіки Сполучених провінцій і взяв участь у знаменитій облозі Гертогенбоса в 1629 році.
Приєднався до шведського короля Густава Адольфа, коли останній разом з армією висадився в Німеччині. Нетривалий час служив полковником у шведській кінній лейб-гвардії. Після битви під Брайтенфельдом у 1631 році супроводжував короля в марші на Рейн, потім командував численними експедиціями шведських військ в німецькі землі. Взяв участь в битві при Альті Весті, проявивши велику мужність у битві. Пізніше, в битві при Лютцені, очоливши шведські війська після загибелі короля Густава Адольфа, перекинув противника і здобув перемогу.
Командував численними експедиціями до Південної Німеччини спершу під керівництвом свого брата Вільгельма, а потім — як незалежний командир. Разом із шведським фельдмаршалом Густавом Горном у 1633 році здійснив успішне вторгнення в Баварію, яку захищав імператорський фельдмаршал Альдрінген.
У тому ж році, отримавши титул герцога Франконії, був наділений землями єпископств Вюрцбурга і Бамберга. Залишивши штатгальтером одного зі своїх братів, знову вирушив на війну. Бувши непохитним протестантом, збирав величезні контрибуції із захоплених католицьких міст. Завдяки своїм численним перемогам був прозваний протестантами рятівником віри. У 1634 році, однак, зазнав серйозної поразки під Нердлінгеном, втративши кращі шведські війська.
У 1635 році вступив на службу до Франції, яка вступила у війну, отримав звання генерала, одночасно пербуваючи на посаді командувача військами Хайльбронської ліги. Ця подвійна позиція була пов'язана з численними труднощами. Домігся значних успіхів у своїй знаменитій кампанії 1638 року, здобувши перемоги під Рейнфельдом, Віттенвеєром і Танном, захопивши Рейнфельд, Фрайбург і Брайзах.
Втратив володіння у Вюрцбурзі у 1634 році, отримав запевнення від Франції про отримання Ельзасу і Хагенау. Планував зробити Брайзах столицею свого нового герцогства. Помер у Ноєнбурзі 18 липня 1639 року на самому початку нової кампанії. Похований у Брайзаху. Рештки герцога пізніше були перенесені до Веймара.